# حارة جيفارا (المعلا)
حارة جيفارا هي إحدى حارات حي ردفان الواقع بمديرية المعلا التابعة لمحافظة عدن، بلغ تعداد سكانها 1256 نسمة حسب تعداد اليمن لعام 2004.